# Letterbox
Letterbox est un mode d'affichage d'une image ou source vidéo sur un téléviseur, un moniteur vidéo ou informatique. Il permet en particulier de mieux respecter l'intégrité du format cinématographique ou télévisuel d'origine sans trop recadrer l'image, ni la déformer. Dans certaines configurations, il peut engendrer des bandes noires à l'écran. 

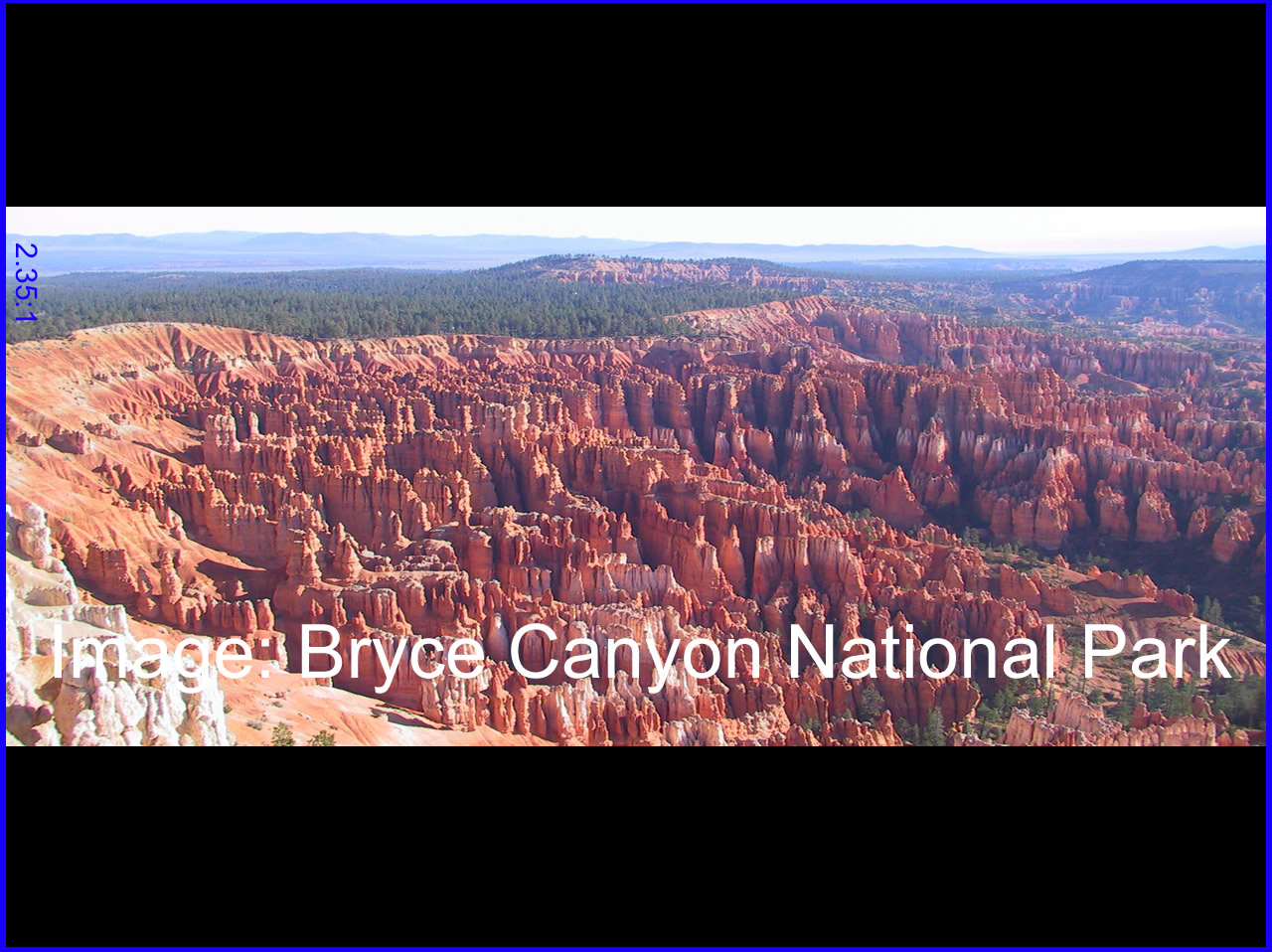
Une image au format large original de 2.35:1 « letterboxé », sur un écran 4/3

En télévision et en vidéo, le mode d'affichage « Letterbox » peut apparaître avec les formats 4/3 et 16/9. Il s'oppose à la notion de plein écran (full screen).
Le terme letterbox vient du mot anglais signifiant « boîte à lettres », par analogie avec la fente dans laquelle on glisse le courrier.

## Effets d'affichage
Sur un écran 4/3, une image 16/9 affichée intégralement et sans anamorphose engendre des bandes noires horizontales au-dessus et en dessous de l'image, c'est l'effet « letterbox ».
Sur un écran 16/9, une image 4/3 affichée intégralement et sans anamorphose engendre des bandes noires verticales à droite et à gauche de l'image, c'est l'effet « pillarbox ».
Le mode Letterbox préserve la vision et le choix artistique du réalisateur, contrairement au procédé Pan and scan, au recadrage et au format large anamorphosé, lesquels rognent ou déforment l'image afin de la faire correspondre au format du téléviseur, qu'il soit 4/3 ou 16/9.
Les multiples formats intermédiaires entre 4/3 et 16/9, tel le CinemaScope par exemple, engendrent également des bandes noires plus ou moins importantes afin que l'image affichée reste en intégrité avec la source cinématographique.

## Dans la culture populaire
Le nom du réseau social Letterboxd est directement basé de ce principe.